# 장구이
장구이(姜貴, 1908년 10월 10일 ∼ 1980년 12월 17일)는 타이완에서 활동한 중국의 소설가이다.
중국국민당 당무위원 등으로도 활동한 그의 본명(本名)은 왕린두(王林渡)이며, 아명(兒名)은 왕이젠(王意坚)이다.

## 생애
1908년 11월 3일 산둥성 주청(諸城) 현에서 태어나 1980년 10월 17일 타이중(臺中)에서 병으로 세상을 떠났다. 장구이는 투철한 반공 사상으로 순탄치 않은 일생을 보내야 했다. 소년 시절에는 국민당에 가입했고, 1927년 국민당 정부의 분열과 난창(南昌)에서 벌어진 국민당과 공산당의 무력 충돌[소설 ≪중양(重陽)≫은 이 시기를 주요 배경 및 제재로 삼았다]을 겪었다. 그 때문에 공산당의 형성과 성장, 본질에 관해 깊이 이해하게 되었으며, 그것이 바로 ≪회오리바람≫을 쓰게 된 주요 원인이 되었다.
1928년 상하이에서 옌쉐메이(嚴雪梅) 여사를 만나 결혼했으며, 9·18 사변을 겪고 베이징에 가서 베이징대학 관리과를 졸업했다. 1937년 입대해 중일전쟁에 참전했으며, 전쟁이 끝나고서 퇴역했다. 1948년 장구이는 가족과 함께 타이완의 타이난(臺南)으로 이주했다. 1952년 ≪회오리바람≫이 완성되었으나 출판사들에게 여러 차례 거절당하고 1957년 자비로 출판해 지인들에게 나누어 주었다. 그러나 당시 유명했던 동명의 책 때문에 제목을 ≪금도올전(今檮杌傳)≫으로 바꾸었다. 이 책은 2년이 지나서 우루친 선생의 추천으로 밍화수쥐(明華書局)에서 정식으로 출판되었는데, 이때 ≪회오리바람≫이라는 원래의 제목을 찾았다.
1961년 아내가 병으로 세상을 떠났고, 3년이 지나 또 다른 장편소설 ≪벽해청천야야심(碧海靑天夜夜心)≫을 완성했다.
장구이는 30여 년간 전업 작가로 활동하면서 20여 편의 작품을 썼다. 그중에서도 ≪회오리바람≫과 ≪중양≫을 대표작으로 꼽을 수 있는데, ≪회오리바람≫은 야저우(亞洲) 주간에서 선정한 ‘20세기 100대 중국어 소설’의 49위로 선정되기도 했다. 샤즈칭(夏志淸) 교수는 그를 두고 ‘청 말, 5·4, 1930년대 소설의 전통을 집대성한 작가’라고 평한 바 있다. 장구이는 근대 중국 사회의 기쁨과 슬픔, 만남과 이별, 근심과 걱정들을 두루 돌보며 풍자하면서도 동정한 작가로, 당시 중국의 사회상은 물론 중국인들의 삶을 진실하고 진지하게 그려 냈다. 그렇기에 시대적·사상적인 제약에도 불구하고 그의 작품과 정신은 중국 현대문학사에서 귀중한 기록으로 남을 수 있었다.